# Hans Lindh
Hans Bertil Lindh, född 2 december 1930, död 17 april 1987, var en svensk konståkare från Stockholm.
Lindh vann alla 11 svenska mästerskap mellan åren 1947 och 1957. Han tävlade för Stockholms ASK mellan 1953 och 1957. Innan 1953 var han AIKare. Han var huvudsakligen singelåkare, men 1955 blev han tillsammans med Gun Mothander bronsmedaljör vid nordiska mästerskapen i Göteborg och paret var också silvermedaljörer vid SM 1954 och 1955.
Han var sedermera även framgångsrik tränare. Hans Lindh har gett namn till den tävling Hans Lindhs trofé som Stockholms ASK arrangerar varje år. Han är begravd på Skogskyrkogården i Stockholm.